# Petersbrunnhof
Der Petersbrunnhof ist heute ein Kulturzentrum der Stadt Salzburg, er liegt in der Nähe der Nonntaler Kirche am Rande des Inneren Nonntals (Ecke Erzabt-Klotz-Str. 2 / Zugallistr. 12).

## Geschichte
Der Hof mit seinen Wasserspielen wurde um 1625 als Lustschloss von Baumeister Andrä Pernegger für den Domherren Wilhelm Freiherr von Welsberg und Primör (1585–1641) ausgebaut und Welsbergerhof genannt. Als der Domherr wenig später zum Bischof von Brixen ernannt wurde, verkaufte er das zweigeschoßige Lustschloss, dem aber Toilettenanlagen und Kamine fehlten, 1635 an das Stift Sankt Peter; zwischen 1636 und 1642 wurde das nun als Petersbrunn bezeichnete Anwesen in prunkvollen barocken Formen weiter ausgebaut. Abt Albert kaufte das Fasching-Gut hinzu (heute Verwalterstöckl). Eventuell wurde Petersbrunn durch Santino Solari zu einem 15-achsigen Komplex mit Grottenhof, Ziergarten und hölzerner Eremitage ausgebaut.
Hier befanden sich einst weitum gerühmte Wasserspiele, die jenen von Hellbrunn nicht viel nachstanden. Angeblich gehen diese Wasserspiele in einfacherer Form bis in die Zeit um 1500 zurück. Die Wasserspiele im weitläufigen Schlosspark von Petersbrunn lagen dabei direkt am Hellbrunnerbach, welcher bei der Sternquelle im Schlossgarten Hellbrunn entspringt. Schloss und Wasserspiele verfielen aber im Laufe der Jahrzehnte immer mehr. 1788 wurde (nach einem schweren Hochwasser 1786) das alte Schloss unter Abt Dominikus Hagenauer weitgehend abgetragen. 1794 wurde neben einem erhaltenen Nebengebäude des Schlosses, das nach einem früheren Besitzer auch Faschinghaus heißt, anstelle des alten Schlosses von Wolfgang Hagenauer ein Wirtschaftsgebäude im Stil des Salzburger Frühklassizismus, damals allgemein Meierhof genannt, errichtet. Die Bauinschrift über dem Portal des Wirtschaftsgebäudes von 1794 ist erhalten.
1869 wurde dieser Meierhof als landwirtschaftliches Gebäude um einen Flügel hakenförmig erweitert und als Kuhstall genutzt, 1902 wurde ein Schweinestall angefügt. 1968 brannte das Gutsgebäude ab, wurde aber wieder hergestellt. Von dem ursprünglichen Gebäude blieben neben den Außenmauern nur das Platzlgewölbe, das von je sieben dreireihig angeordneten Marmorsäulen getragen wird. 1984 kaufte das Land Salzburg den alten Meierhof und das Faschinghaus vom Stift St. Peter, nachdem das Wirtschaftsgebäude schon zuvor regelmäßig für künstlerische Zwecke genutzt worden war.

## Petersbrunnhof heute
Heute dienen Hof und Meierei als vielfältig genutztes Kulturzentrum, das auch dem Schauspielhaus Salzburg (die ehemalige Elisabethbühne) eine Spielstätte bietet. Nächstgelegen findet sich das Orchesterhaus, die Heimstätte des Mozarteum Orchesters Salzburg.

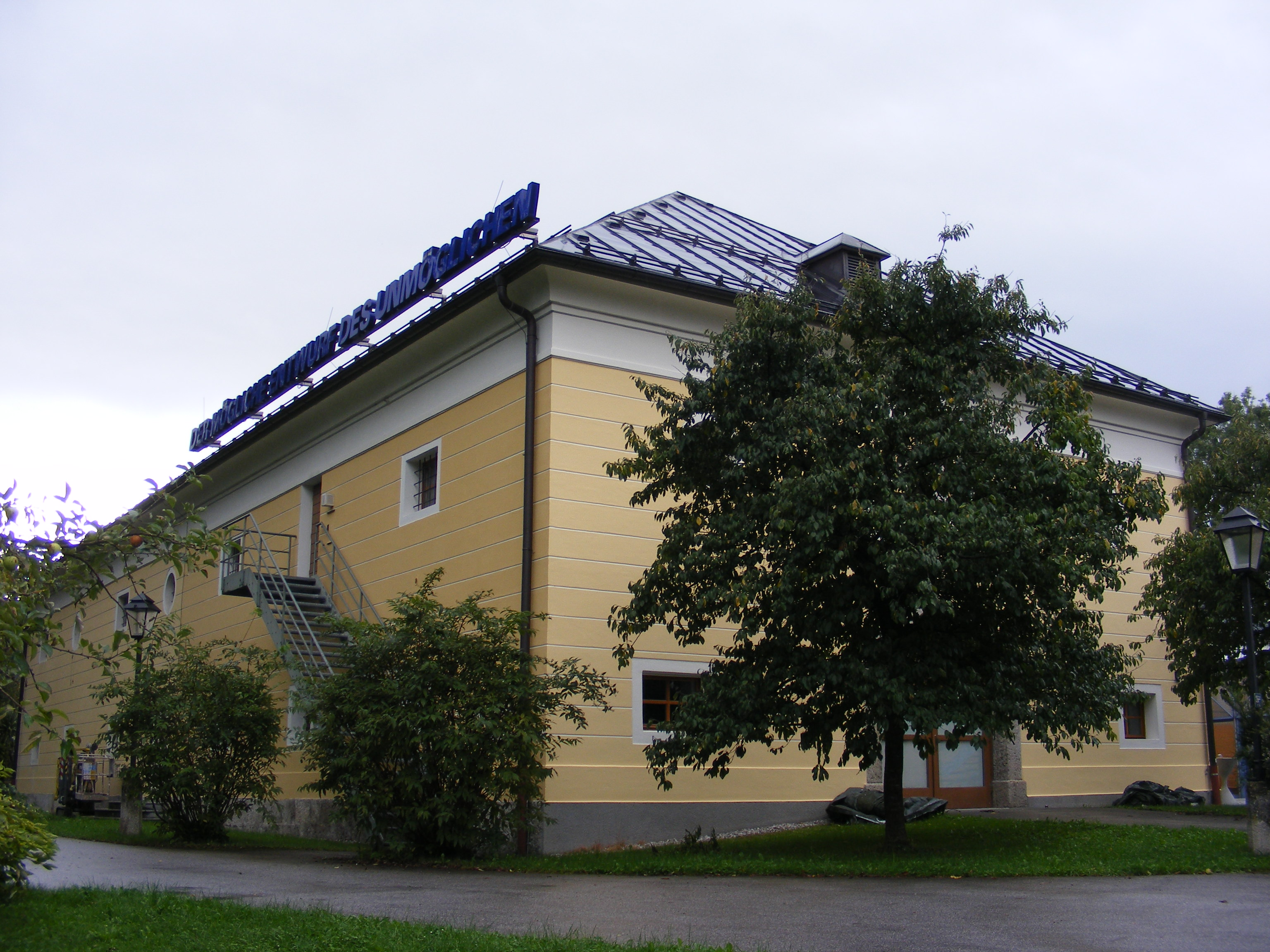
Petersbrunnhof
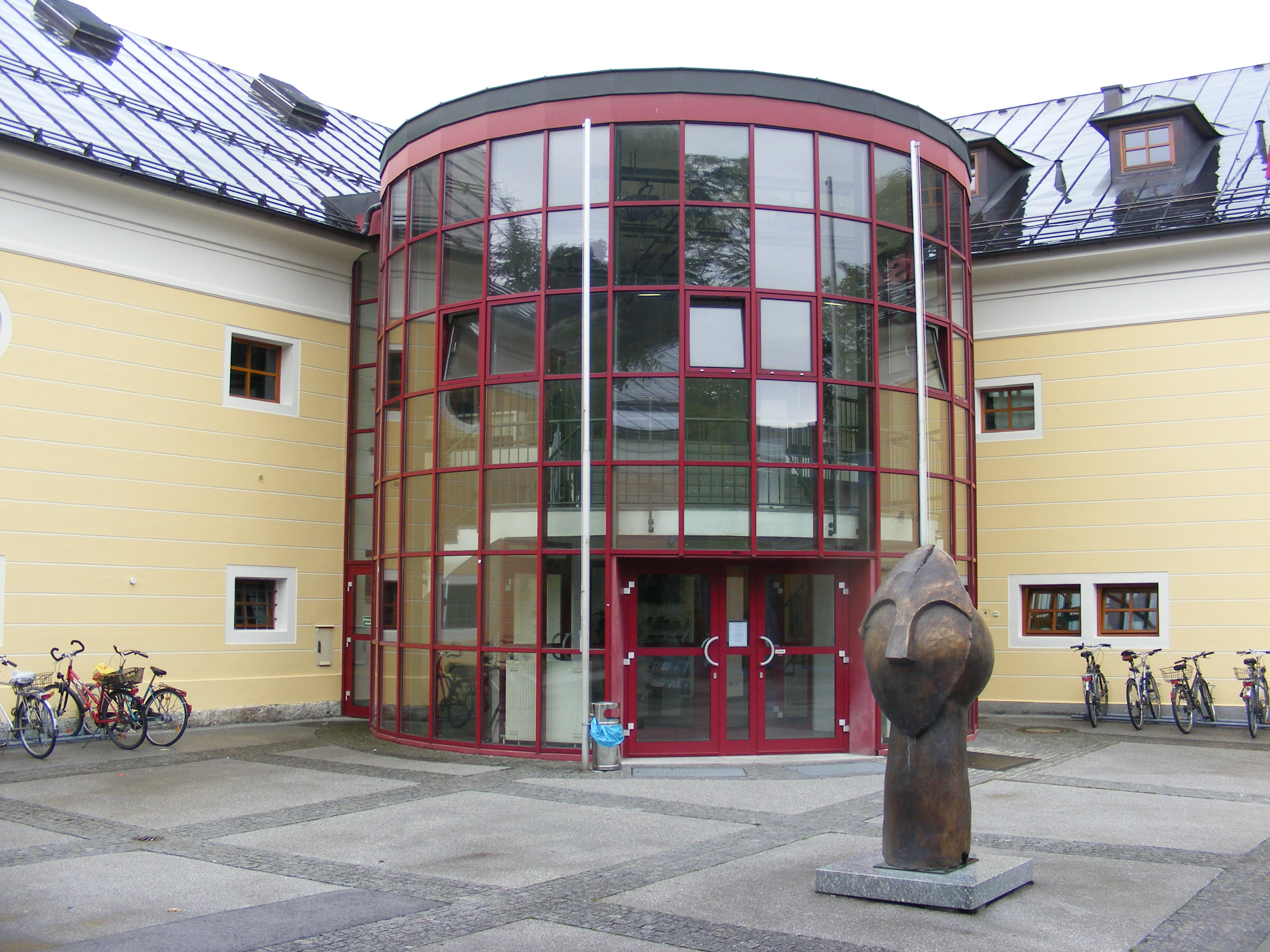
Eingang Schauspielhaus
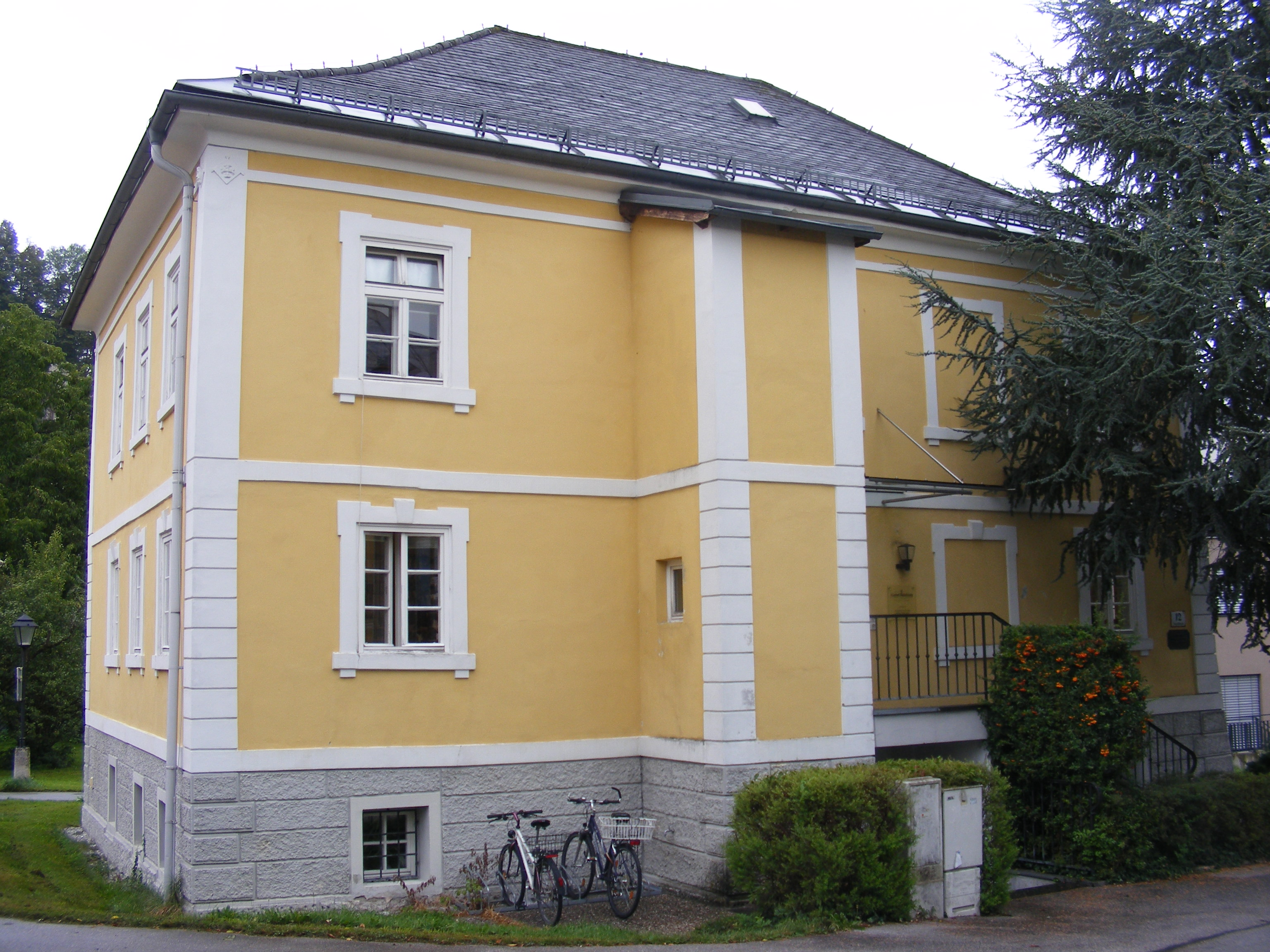
Meierhof